# Герцензее (Берн)
Герцензее (нім. Gerzensee BE) — громада  в Швейцарії в кантоні Берн, адміністративний округ Берн-Міттельланд.

## Географія
Громада розташована на відстані близько 15 км на південний схід від Берна.
Герцензее має площу 7,8 км², з яких на 9% дозволяється будівництво (житлове та будівництво доріг), 67,6% використовуються в сільськогосподарських цілях, 20% зайнято лісами, 3,5% не є продуктивними (річки, льодовики або гори).

## Демографія
2019 року в громаді мешкало 1231 особа (+11,1% порівняно з 2010 роком), іноземців було 5,6%. Густота населення становила 158 осіб/км².
За віковим діапазоном населення розподілялося таким чином: 20,5% — особи молодші 20 років, 61,5% — особи у віці 20—64 років, 18% — особи у віці 65 років та старші. Було 531 помешкань (у середньому 2,3 особи в помешканні).
Із загальної кількості 308 працюючих 82 було зайнятих в первинному секторі, 34 — в обробній промисловості, 192 — в галузі послуг.